# Tonelada de refrigeração
A Tonelada de Refrigeração mais conhecida como TR, é uma medida de potência de refrigeração. 
Uma TR é a medida da quantidade que pode congelar aproximadamente 907,1847 kg (2000 lb) de água em 24 horas. Muitos países expressam a capacidade de refrigeração em kilowatts.